# Sergio Campana
Sergio Campana (Régio da Emília, 5 de junho de 1986) é um automobilista italiano. Ele competiu em séries como a Eurocopa de Fórmula Renault 2.0 e o Campeonato Italiano de Fórmula 3.
Ele também disputou algumas etapas das temporadas de 2013 e 2014 da GP2 Series.